# Gladys Gibbens
 Gladys Elizabeth Corson Gibbens (* 21. Januar 1893 in New Orleans, Louisiana; † 24. September 1983 ebenda) war eine US-amerikanische Mathematikerin und Hochschullehrerin.

## Leben und Werk
Gibbens besuchte nach einer öffentlichen Grundschule eine private römisch-katholische Schule für Mädchen in New Orleans. Nach ihrem Abschluss an der Ursuline Academy im Jahr 1910 besuchte sie das H. Sophie Newcomb College, ein College für Frauen an der Tulane-Universität in New Orleans. 1914 schloss sie ihr Studium mit einem Bachelor of Arts ab und erhielt 1916 den Master of Arts an der Tulane University. Von 1917 bis 1920 studierte sie an der University of Chicago, wo sie von 1919 bis 1920 ein Stipendium in der mathematischen Abteilung bekam. Sie promovierte 1920 unter der Leitung von Ernest J. Wilczynski mit der Dissertation: Comparison of Different Line-Geometric Representations for Functions of a Complex Variable. Nach ihrer Promotion wurde sie Ausbilderin an der University of Minnesota. Von 1925 bis 1947 war sie dort Assistenzprofessorin, von 1947 bis 1958 außerordentliche Professorin und nach ihrer Pensionierung 1958 emeritierte außerordentliche Professorin.

## Mitgliedschaften
- American Mathematical Society
- Mathematical Association of America
- American Association for the Advancement of Science, Fellow 1933[1]
- Phi Beta Kappa
- Sigma Xi

## Veröffentlichung
- 1930 Some constructions for the classical problems of geometry. Amer. Math. Monthly 37:343–48.